# Hajvali
Hajvali, Hajvalia (serb. Ајвалија, Ajvalija) – wieś w Kosowie, w regionie Prisztina, w gminie Prisztina. W 2011 roku liczyła 7391 mieszkańców.